# Estación Tilama
Tilama fue una estación del ferrocarril que se hallaba dentro de la comuna de Los Vilos, en la región de Coquimbo de Chile. Fue parte del longitudinal norte, correspondiente al segmento entre la estación Cabildo y la estación Limáhuida, siendo parte del trayecto interior del longitudinal norte. Actualmente la vía se halla levantada y la estación ha sido restaurada.

## Historia
Ya en 1910 existían los planos de extensión desde Cabildo y su estación hasta Limáhuida y la estación homónima, junto con la extensión hasta Las Cañas y su estación homónima. La extensión fue entregada hasta Limáhuida en 1913, junto con la estación, que se encontraba descrita dentro del proyecto original.
Esta estación es parte del tramo con cremallera que partía desde la estación Palquico hacia el norte hasta llegar a la estación Socavón.
Ya para agosto de 1958 el segmento de la vía entre las estación Pedegua y estación Limáhuida no eran considerados como parte de la red ferroviaria del país.
Durante junio de 2019 la estación se hallaba en proceso de restauración.